# Cadulus subfusiformis
Cadulus subfusiformis är en blötdjursart som först beskrevs av Michael Sars 1865.  Cadulus subfusiformis ingår i släktet Cadulus och familjen Gadilidae. Enligt den svenska rödlistan är arten otillräckligt studerad i Sverige. Arten förekommer i Götaland. Artens livsmiljö är havet. Inga underarter finns listade i Catalogue of Life.